# Printemps (Debussy)
Pour les articles homonymes, voir Printemps (homonymie) et Le Printemps (Debussy).
Printemps est une suite symphonique pour orchestre et piano à quatre mains, composée par Claude Debussy en deux versions : la première, disparue, en 1887, et la deuxième en 1908.

## Histoire
Debussy compose Printemps alors qu'il est en résidence à la Villa Médicis, après avoir remporté le prix de Rome, de 1885 à 1887. Il avait déjà composé un chœur pour quatre voix intitulé Le Printemps, sur un poème de Jules Barbier en 1884.
Sa source d'inspiration est une œuvre de Sandro Botticelli, Le Printemps. 

« Je voudrais exprimer la genèse lente et souffrante des êtres et des choses dans la nature, puis l'épanouissement ascendant et se terminant par une éclatante joie de renaître à une vie nouvelle en quelque sorte. »

Il s'agit d'abord d'une partition pour piano, chœur et orchestre. Debussy envoie cette suite comme deuxième œuvre proposée à l'Académie des beaux-arts. L'institution la juge « étrange » : 

« On reconnaît chez lui un sentiment de la couleur musicale dont l'exagération lui fait facilement oublier l'importance de la précision du dessin et de la forme. Il serait fort à désirer qu'il se mît en garde contre cet "impressionnisme" vague, qui est un des plus dangereux ennemis de la vérité dans les œuvres d'art. »

Cette première partition aurait été perdue lors de l'incendie du relieur. Debussy la compose à nouveau en 1908, sans le chœur et avec un piano à quatre mains, à partir d'une réduction pour piano qui subsistait. L'orchestration est due à Henri Büsser.
Printemps est créé à Paris, à la Société nationale de musique, sous la direction de Rhené-Baton, le 18 avril 1913.

## Mouvements
1. Très modéré
2. Modéré

## Discographie
- L'Orchestre symphonique de Boston dirigé par Charles Munch (13 mai 1962, RCA/Sony Classical).
- L'Orchestre Philharmonia dirigé par Pierre Boulez (17 novembre 1967, Sony Classical)[5].
- Michel Sedrez, Fabienne Boury (piano) et l'Orchestre national de France dirigé par Jean Martinon (1973, SACD EMI/Warner Classics)[6].
- L'Orchestre de Paris dirigé par Daniel Barenboim (1977, DG).
- L'Orchestre de Cleveland dirigé par Pierre Boulez (mars 1991, DG 435 766-2)[7].
- L'Orchestre symphonique de la radio finlandaise dirigé par Jukka-Pekka Saraste (1995, EMI/Virgin).